# Heinrich Eissengarthen
Heinrich Johann Eissengarthen (* 30. Dezember 1802 in Kassel; † 3. März 1859 ebenda) war ein deutscher Bierbrauer und Politiker.

## Leben und Wirken
Heinrich Eissengarthen war Bierbrauer. Er heiratete Gertrud Pinhard.
Er war politisch tätig. Von 1847 bis 1850 war er für Kassel und für die Höchstbesteuerten des Bezirks Kassel Abgeordneter im 10.–12. Kurhessischen Landtag. 1848 war er Mitglied des Vorparlaments.